# Erik Andersson i Uppsala
Erik Andersson (i riksdagen kallad Andersson i Uppsala), född 7 juni 1837 i Holmedal, död 18 december 1906 i Holmedal, var en svensk lanthandlare och politiker. 
Andersson, som kom från en bondesläkt, var lanthandare i Uppsala i Holmedal, där han också var kommunalt verksam och aktiv i den lokala missionsförsamlingen. 
Han var riksdagsledamot i andra kammaren för Nordmarks domsagas valkrets 1888–1890 samt 1894–1899. I riksdagen tillhörde han Gamla lantmannapartiet 1888–1890 och 1894 samt det återförenade Lantmannapartiet 1895, varefter han betecknade sig som vilde 1896–1897 innan han 1898 anslöt sig till Bondeska diskussionsklubben. I riksdagen var han ledamot av tillfälliga utskottet 1894–1899.